# Czatkowiella
Czatkowiella — вимерлий рід довгошиїх архозавроморфів, відомий із ранньотріасових (оленецького віку) порід Чатковіце 1, Польща. Його вперше назвали Magdalena Borsuk-Białynicka та Susan E. Evans у 2009 році, а типовим видом є Czatkowiella harae.